# Implantationsausweis
Ein Implantationsausweis (auch: Implantatausweis oder Implantatpass) wird von Gesundheitseinrichtungen ausgestellt, die Patienten medizinische Implantate einsetzten. Der Implantationsausweis enthält z. B. Informationen zur Person, der ein Implantat eingesetzt wurde, über das Implantat und den Hersteller des Implantats.
Der Implantationsausweis dient der Verbesserung der Patientensicherheit beim Einsatz von Implantaten, da entscheidende Informationen schneller verfügbar sind.

## Geschichte
Die Regelungen über Medizinprodukte wurden auf europäischer Ebene erforderlich, um den freien Verkehr solcher Medizinprodukte im Gemeinsamen Markt zu gewährleisten. Eine der Ursachen für eine Erweiterung und genauere Regelungen durch die europäische Medizinprodukteverordnung war auch der Skandal um das Unternehmen Poly Implant Prothèse (Frankreich), welches Brustimplantate unter anderem mit billigem Industriesilikon gefüllt haben soll.
Seit dem 1. Oktober 2015 muss ein Implantationsausweis in Deutschland bei bestimmten Implantaten zwingend ausgestellt werden.

## Zweck
Der Implatationsausweis dient mehreren Zwecken. Bei einem fehlerhaften Produkt kann der Hersteller eine Rückrufaktion gezielt durchführen. Patient und Arzt können mithilfe des Ausweises leicht überprüfen, ob dem Patienten ein betroffenes Produkt implantiert wurde. Bei einer Untersuchung kann z. B. eine MRT unter Umständen bei einem Patienten mit bestimmten metallischen Implantaten nicht durchgeführt werden. Der Implatationsausweis gibt dem Radiologen Auskunft über etwaige Risiken und zu treffende Vorkehrungen. Bei Sicherheitskontrollen an einem Flughafen kann der Implantationsausweis sachdienlich sein, falls ein Metalldetektor auf das Implantat reagiert.

## Rechtsgrundlage

### Implantationsausweis des Produkts
Nach Artikel 18 Abs. 1 der europäischen Medizinprodukteverordnung. hat der Hersteller von Implantaten in einem Implantationsausweis, der mit dem Produkt mitgeliefert wird, folgende Angaben zur Verfügung zu stellen:
1. Angaben zur Identifizierung des Produkts einschließlich des Produktnamens, der Seriennummer, der Losnummer, der Unique Device Identification (UDI)[2], des Produktmodells sowie des Namens, der Anschrift und der Website des Herstellers;
2. alle Warnungen und vom Patienten oder Angehörigen der Gesundheitsberufe zu ergreifenden Vorkehrungen oder Vorsichtsmaßnahmen im Hinblick auf Wechselwirkungen mit nach vernünftigem Ermessen vorhersehbaren äußeren Einwirkungen, medizinischen Untersuchungen oder Umgebungsbedingungen;
3. Angaben zur voraussichtlichen Lebensdauer des Produkts und zu den notwendigen Folgemaßnahmen;
4. etwaige weitere Angaben, um den sicheren Gebrauch des Produkts durch den Patienten zu gewährleisten, einschließlich der gesamten qualitativen und quantitativen Informationen zu den Werkstoffen und Stoffen, mit denen Patienten in Berührung kommen können (Anhang I Abschnitt 23.4 Buchstabe u).

### Implantationsausweis für den Patienten
Nach Artikel 18 Abs. 2 der europäischen Medizinprodukteverordnung sind die Gesundheitseinrichtungen in den Unionsmitgliedstaaten und Liechtenstein, Island, Norwegen (EWR-Mitgliedstaaten)  verpflichtet, Patienten, denen ein Produkt implantiert wurde,
- Informationen mit Angaben zur Identifizierung des Produkts einschließlich des Produktnamens,
- eine Seriennummer,
- eine Losnummer,
- die UDI,
- Produktmodells sowie
- den Namens, der Anschrift und der Website des Herstellers

in einem Implantationsausweis, der die Angaben zu ihrer Identität enthält, bekannt zu geben. Ein Implantationsausweis ist auszustellen für (Beispiele):
- Herzkatheter / Herzklappen / Herzschrittmacher /  Cochlea-Implantate
- Künstliche Hüft-, Knie- oder Schultergelenke (Endoprothese)
- Stents
- Intrauterinpessar (Spirale)
- Brustimplantate.[4]

Nach Artikel 18 Abs. 3 der europäischen Medizinprodukteverordnung muss für folgende Implantate grundsätzlich kein Implantationsausweis ausgestellt werden: Nahtmaterial, Klammern, Zahnfüllungen, Zahnspangen, Zahnkronen, Schrauben, Keile, Zahn- bzw. Knochenplatten, Drähte, Stifte, Klemmen und Verbindungsstücke. Die Europäische Kommission kann aber delegierte Rechtsakte erlassen, um diese Liste durch Hinzufügung anderer Arten von Implantaten oder Streichung von Implantaten anzupassen. Es ist jedoch den EWR-Mitgliedstaaten überlassen, im Einzelfall zu entscheiden, ob ein Produkt in den Geltungsbereich der EU-Medizinprodukteverordnung fällt oder nicht, sofern die Europäische Kommission noch keine Entscheidung dazu getroffen hat.

### Eintragung in anderen Ausweisen
Gemäß § 6a ö Passverordnung können medizinische Implantate im Reisepass eingetragen werden. Siehe auch Artikel 7 Abs. 2 liechtensteinische Heimatschriftenverordnung (HSchV) vom 28. September 2011 iVm Artikel 16 Abs. 4 Heimatschriftengesetz (HSchG) vom 18. Dezember 1985. In der Schweiz kann ein Implantat im Reisepass auf Verlangen eingetragen werden.

### Operationspass
Nach dem österreichischen Bundesgesetz über die Durchführung von ästhetischen Behandlungen und Operationen ist gemäß § 9 für jeden Patienten, an dem eine oder mehrere ästhetische Operationen durchgeführt werden bzw. wurden, im Rahmen der ersten ärztlichen Konsultation ein Operationspass anzulegen.
Der Operationspass hat insbesondere folgende Angaben zu enthalten:
- Vornamen und Familienname, Geburtsdatum und gegebenenfalls Sozialversicherungsnummer der Patientin (des Patienten),
- Name und Qualifikation des behandelnden Arztes,
- Datum und Grund der ersten sowie aller folgenden ärztlichen Konsultationen sowie gegebenenfalls der Abklärung,
- Datum der ästhetischen Operation,
- Art der ästhetischen Operation und
- gegebenenfalls Bezeichnung, Art und Typ, Loscode oder Seriennummer des Implantats samt Name und Anschrift des Herstellers und des Vertreibers.

## Kosten
Für Patienten fallen grundsätzlich keine zusätzlichen Kosten für den Implantatausweis an. Dieser muss von der behandelnden Gesundheitseinrichtung ausgestellt werden. Diese hat die Kosten und den entsprechenden Dokumentationsaufwand in den Gesamtkosten des Eingriffs aufzunehmen.

## Registrierung
Die Angaben im Implatationsausweis werden in einem oder mehreren Registern, dem Implantatregister gespeichert. Dies ist je nach EWR-Mitgliedstaat anders ausgestaltet und kann auch elektronisch geführt werden.

## Einfluss auf die Verkehrstüchtigkeit
Personen, an denen eine Organtransplantation vorgenommen wurde oder die ein Implantat erhalten haben, darf, wenn sich dies auf die Fahrtüchtigkeit auswirken kann nach § 16 Abs. 1 österreichische Führerscheingesetz-Gesundheitsverordnung, eine Lenkberechtigung nur nach einer befürwortenden Stellungnahme eines zuständigen Facharztes und gegebenenfalls ärztlicher Kontrolluntersuchungen erteilt oder belassen werden.
Siehe auch ähnlich Anhang 1 (Medizinische Mindestanforderungen) zur schweizerischen bzw. liechtensteinischen Verkehrszulassungsverordnung (VZV) vom 1. August 1978.